# Universidade do Estado do Haiti

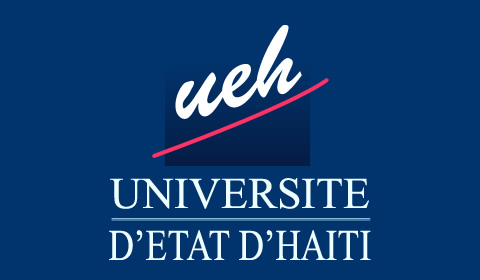
logo da Universidade do Estado do Haiti

A Universidade do Estado do Haiti (em francês Université d'État d'Haïti) é a instituição de ensino superior mais importante do Haiti. Localizada em Porto Príncipe, a universidade foi fundada na década de 1820, quando as faculdades de Direito e Medicina foram estabelecidas.

## Faculdades
- École Normale Supérieure
- Faculdade de Medicina Veterinária e Agronomia
- Faculdade de Ciências Humanas
- Faculdade de Ciências
- Faculdade de Direito e Economia
- Faculdade de Etnologia
- Faculdade de Lingüística Aplicada
- Faculdade de Medicina e Farmácia
- Faculdade de Odontologia
- Instituto Africano de Estudos e Pesquisas
- Instituto Nacional de Gestão, Administração e Estudos Internacionais
- Centro Técnico de Planejamento e Economia Aplicada
- Faculdade de Direito e Economia, Port-de-Paix * Faculdade de Direito de fãs
- Faculdade de Direito de Jacmel
- Faculdade de Direito e Economia de Les Cayes
- Faculdade de Direito e Economia de Fort-Liberté
- Faculdade de Direito e Economia de Gonaives
- Faculdade de Direito, Economia e Gestão de Cap Haitien

## Administração
Prof Vernet Henry Jean
Reitor
Prof Laleau Wilson
Vice-Presidente para Assuntos Acadêmicos
Fritz Deshommes Prof
Vice-Presidente de Investigação